# Dekanat Szubin
Dekanat Szubin – jeden z dwudziestu jeden dekanatów w rzymskokatolickiej diecezji bydgoskiej.

## Parafie
W skład dekanatu wchodzi 7 parafii (kolejność według dat erygowania parafii):
| Lp | Miejscowość / parafia                    | Rok erygowania | Patron                 | Odpust parafialny                           | Uwagi | Zdjęcie |
| -- | ---------------------------------------- | -------------- | ---------------------- | ------------------------------------------- | --- | ------- |
| 1  | Słupy św. Wita                           | XII w.         | Święty Wit             | 8 maja 15 czerwca 7 października (Ciężkowo) | Kościół parafialny z 1844 roku (w rejestrze zabytków), kościół filialny św. Stanisława Biskupa w Ciężkowie |         |
| 2  | Szubin św. Marcina Biskupa               | XIV w.         | św. Marcin z Tours     | 24 maja 11 listopada 20 lipca (cmentarz)    | kościół parafialny gotycki z XV w., przebudowany w 1842 i 1862 roku (z obrazem Matki Bożej Wspomożycielki Wiernych - Pani Szubińskiej w ołtarzu głównym) oraz drewniany kościół cmentarny św. Małgorzaty z 1748 roku (oba w rejestrze zabytków); w parafii znajduje się dom zakonny sióstr Służebniczek Maryi; www |         |
| 3  | Samoklęski Duże św. Bartłomieja Apostoła | XIV w.         | św. Bartłomiej Apostoł | 24 sierpnia                                 | Neogotycki kościół parafialny z 1892 roku (w rejestrze zabytków) |         |
| 4  | Szaradowo św. Mikołaja Biskupa           | 1426           | św. Mikołaj z Miry     | 6 grudnia 7 października                    | Kościół parafialny z 1838 roku (przebudowany w 1885 i 1925 roku); www |         |
| 5  | Szubin św. Andrzeja Boboli               | 1974           | św. Andrzej Bobola     | 16 maja                                     | Kościół parafialny poewangelicki z 1904 roku; w gestii parafii znajduje się nieużytkowany kościół św. Anny w Szubinie |         |
| 6  | Tur św. Stanisława Kostki                | 1984           | św. Stanisław Kostka   | 18 września                                 | www |         |
| 7  | Kołaczkowo św. Wojciecha                 | 1995           | Święty Wojciech        | 23 kwietnia                                 | |         |